# Nando Cordel
Nando Cordel, nome artístico de Fernando Manoel Correia (Cabo de Santo Agostinho, 13 de dezembro de 1953) é um cantor, compositor e instrumentista brasileiro.

## Biografia
Nascido no município de Cabo de Santo Agostinho, em Pernambuco, criado no bairro Ponte dos Carvalhos. Filho de um comerciante que também era poeta e repentista, Seu Manoel do Posto, e de uma dona de casa, Dona Nata, Nando é o mais velho de 10 irmãos. Foi na infância e adolescência, como membro do coral da Igreja Católica de Ponte dos Carvalhos, entre cantos e alfaias litúrgicas, então sob os cuidados e o incentivo do padre Geraldo Leite Bastos, que Nando começou a despertar seu talento para a música. Ganhou o primeiro violão do pai aos 14 anos, e aprendeu a tocar sozinho. Com 17 anos já fazia parte de uma banda de baile. Em meados da década de 70, como muitos jovens nordestinos de sua geração, foi tentar a vida no Rio e em São Paulo, e assim começaram as apresentações profissionais.
Nando é adepto do Espiritismo.
O sobrenome Cordel surgiu a partir do momento em que a gravadora disse que seu nome não venderia discos, fazendo com que ele usasse o nome artístico 'Nando' (apelido de Fernando) e 'Cordel' (junção do início de seus sobrenomes Correia e Manoel). Mas também é uma homenagem a um tipo de arte popular, a literatura de cordel, patrimônio cultural do nordeste brasileiro.

## Carreira
Como compositor, Nando desde o início centrou seus trabalhos na MPB e na cultura musical pernambucana e nordestina, como forrós e xotes. O artista sofre ainda grande influência de outros ritmos, como a salsa e reggae. Nando Cordel também compõe para diferentes estilos e gerações de intérpretes. Por conta disso, as composições dele são bem diversificadas, como as românticas, dançantes e até infantis.
Tem suas canções gravadas por grandes figuras da música popular brasileira, como Elba Ramalho, que transformou em sucesso sua primeira parceria com Dominguinhos: De Volta pro Aconchego.
Sua fama como compositor é bem maior do que como intérprete. Já teve músicas gravadas por Chico Buarque, Zizi Possi, Fagner, Maria Bethânia, Fábio Jr, Martinho da Vila, Fafá de Belém, Ivete Sangalo e outros. Alguns de seus sucessos são Isso Aqui Tá Bom Demais, com Dominguinhos, Hoje é Dia de Folia, interpretada por Xuxa, e Gostoso Demais. Tem mais de 500 músicas gravadas por grandes nomes da música brasileira.
Como intérprete, já lançou cerca de 38 discos e uma coleção de 12 CDs dedicados a músicas para meditação e relaxamento. Segundo ele, essas músicas são um encontro com a paz, a serenidade e a meditação. Com títulos que definem muito bem o que se vai ouvir, a coleção para meditação é composta por músicas instrumentais: Doces Canções, Doce Harmonia, Doce Paz, Doce Luz, Doce Natureza, Dedicado às Flores, Dedicado a Vida, Dedicado à Beleza, Dedicado à Voz e Iluminando a Alma.